# Кензен літтерер
Кензен літтерер фр. (La Quinzaine littéraire) — двотижневий французький літературний журнал, заснований 15 березня 1966 року письменником Морісом Надо. Містить коментарі щодо найважливіших тем франкофонної літератури та рецензії на найважливіші новинки французької й зарубіжної літератури, перекладеної французькою. Має більше 1000 дописувачів, серед яких найвідоміші імена французької літературної критики й літератури загалом.